# Griparna Speedway
Griparna Nyköping właśc. Nyköpings Speedwayklubbs  – klub żużlowy z Nyköping. Zespół występuje w szwedzkiej Allsvenskan.

## Skład na sezon 2007
- Freddie Eriksson
- Patrick Hougaard
- Robert Pettersson
- Andreas Lekander
- Juha Hautamäki
- Jesper Kristiansen
- Mattias Nilsson
- Thomas Stange
- Mirosław Jabłoński

## Osiągnięcia
- Indywidualne Mistrzostwa Szwecji Juniorów: 2007 Robert Pettersson - złoty medal